# Aleksandr Kuczin
Aleksandr Stiepanowicz Kuczin, ros. Александр Степанович Кучин (ur. 16 września 1888 roku w Kuszeriece w guberni archangielskiej, zm. ?) – rosyjski oceanograf i polarnik, uczestnik ekspedycji Roalda Amundsena na biegun południowy z lat 1910–1912.

## Życiorys

### Dzieciństwo i młodość
Urodził się 16 września 1888 roku we wsi Kuszerieka na wybrzeżu Morza Białego, jako pierwszy z piątki rodzeństwa. Miał trzy siostry i jednego brata. W młodym wieku rozpoczął pracę jako asystent na należącym do jego ojca statku. Podczas polowań na foki na Morzu Barentsa i Morzu Karskim odwiedził między innymi Svalbard, Nową Ziemię i północną Norwegię. W 1904 roku zamieszkał w norweskim Tromsø, gdzie zimą uczęszczał do szkoły, a latem pracował na kutrze rybackim. W 1905 roku powrócił do Rosji i rozpoczął naukę w szkole nawigacji w Archangielsku. Początkowo otrzymywał od uczelni dofinansowanie z uwagi na trudną sytuację materialną rodziny i dobre wyniki w nauce. Po rewolucji 1905 roku, podczas której namawiał innych studentów do rozpoczęcia strajku, stypendium zostało cofnięte.
Z powodu złej sytuacji materialnej musiał porzucić szkołę i wyemigrować do Norwegii, gdzie utrzymywał się z łowiectwa. Stał się wówczas aktywnym działaczem socjalistycznym. Prawdopodobnie był związany z drukowaniem marksistowskich broszur i dokumentów, które później były przemycane do Rosji. Gdy norweska policja wykryła drukarnię, Kuczinowi zagrożono deportacją. Zarzuty przeciwko niemu zostały jednak później zniesione, zaś on sam powrócił na własną rękę do Rosji. Tam ponownie rozpoczął studia. Jednocześnie pracował jednak na norweskim kutrze. Udało mu się także uzyskać stypendium jako najlepszemu i najbiedniejszemu zarazem uczniowi. W 1909 roku ukończył edukację ze złotym medalem dla najlepszego studenta.

### Podróż na biegun południowy
Po zakończeniu studiów po raz kolejny zamieszkał w Norwegii, gdzie odbył kurs oceanograficzny u profesora Bjørna Hellanda-Hansena. Poznał wówczas bliskiego przyjaciela Hellanda-Hansena, znanego polarnika Fridtjofa Nansena. Helland-Hansen i Nansen zarekomendowali go Roaldowi Amundsenowi, gdy ten poszukiwał ochotników do uczestnictwa w podróży na biegun północny. Początkowo Kuczin miał towarzyszyć ekspedycji tylko do San Francisco, lecz na krótko przed opuszczeniem przez nią Madery, we wrześniu 1910 roku, dowiedział się o zmianie celu podróży z bieguna północnego na południowy. Zapytany o to, czy nadal chce uczestniczyć w ekspedycji, odparł twierdząco.
W styczniu 1911 roku dotarł wraz z pozostałymi członkami załogi statku "Fram" na Antarktydę. Po opuszczeniu pokładu przez dziewięciu polarników, których zadaniem było zdobycie bieguna południowego, wyruszył wraz z pozostałymi uczestnikami wyprawy do Buenos Aires, gdzie zostały uzupełnione zapasy. Następnie uczestniczył w kilkumiesięcznym rejsie po Oceanie Południowym, podczas którego wraz z Hjalmarem Fredrikiem Gjertsenem przeprowadził serię pionierskich badań oceanograficznych. W październiku 1911 roku, podczas kolejnej wizyty w Buenos Aires, opuścił pokład "Frama" jako pierwszy spośród wszystkich członków ekspedycji i skierował się do Bergen wraz z zabezpieczonymi podczas badań próbkami.

### Dalsza działalność
W 1912 roku powrócił do Rosji. Został wówczas zaproszony przez geologa Władimira Rusanowa do dowodzenia ekspedycją na Spitsbergen. 26 czerwca 1912 roku wypłynął na statku "Gierkules" z miasta Aleksandrowsk (obecnie Polarnyj). Ekspedycja dotarła do Svalbardu i przebiegała pomyślnie. Badacze znaleźli na wyspach bogate złoża węgla, które mogły zostać wykorzystane przez rosyjski przemysł. Podczas drogi powrotnej "Gierkules" jednak zaginął. 6 marca 1914 rosyjska Rada Ministrów uznała, że członkowie ekspedycji zmarli. Pierwsze przedmioty mogące należeć do uczestników ekspedycji znaleziono w 1934 roku u wybrzeży półwyspu Tajmyr.

## Odznaczenia i upamiętnienie
Po powrocie z wyprawy na biegun południowy został odznaczony Złotym Medalem Bieguna Południowego (norw. nynorsk Sydpolsmedaljen), ustanowionym przez króla Haakona VII z okazji sukcesu wyprawy Amundsena.
Jego imieniem została nazwana znajdująca się na Antarktydzie Góra Kuczina, a także Wyspy Kuczina na Oceanie Arktycznym.